# Швейцария (парк)
Парк «Швейцария» — парк культуры и отдыха, крупнейший парк в Нижнем Новгороде, его протяжённость вдоль реки Оки составляет 3,5 км, площадь — 380 га. Парк входит в перечень объектов культурного наследия Нижегородской области.

## Расположение
Парк расположен вдоль берега Оки в Приокском районе. Протяжённость парка 3,5 км. Занимает площадь 170 га. Начинается у станции Мыза, проходит вдоль проспекта Гагарина практически до Дворца спорта. Выходы на всех остановках.

## История

### До революции
До революции территория принадлежала Городской земской управе и сдавалась в аренду крестьянам из деревень Анкудиновка и Утечино. На этом месте выращивали картофель и зерновые культуры, однако почвы были неплодородными и неудобными для обработки. По этой причине Городская управа приняла решение заполнить деревьями пустую территорию на откосе за посёлком Толмачёвский и привлечь для этого нижегородских школьников.
По другой версии, до 1880-х годов на южной окраине современного парка находилась молочная ферма. Позднее на её месте основали постоялый двор с видовой беседкой. Это место стало популярным, и Городская управа решила разбить в этой зоне увеселительный сад.
В 1903 году нижегородские ученики и преподаватели посадили около тысячи молодых сосен на 2 гектара. С этого и началось развитие парка «Швейцария».

### В советский период
В 1937 году площадь парка увеличили до 3,5 гектара. Автором планировки парка в советский период стал Н. В. Ушаков. Шефство над парком взяли комсомольцы завода имени В. И. Ленина, а сам парк стал носить имя Петра Кринова, рабочего-большевика, наладившего на заводе культурно-просветительскую работу.
В советский период в парке имени Петра Кринова работал кинотеатр на 300 мест, читальня, шахматные столики, танцплощадка и тир. Во время Великой Отечественной войны горожане разбили в парке огороды и пасли коз.
По окончании Великой Отечественной войны парк был расширен и получил новое название — Парк имени Ленинского комсомола, в честь 40-летия ВЛКСМ. Почти до конца века над парком шефствовали комсомольцы Приокского района. В 1970-х годах в нём появились аттракционы и площадки для детей.
- Урочище Слуда (конец XIX — начало XX веков)
- Склон парка в 1924—1935 годах
- Девушки у южного входа в парк «Швейцария» (1958)
- Один из входов в парк (1974)
- Откос парка «Швейцария» в 1970-х годах

### Постсоветский период
В начале 1990-х годов парк принял свои современные очертания: были утверждены его границы и возвращено историческое название. 14 декабря 1992 года основано муниципальное предприятие «Швейцария». Акт передачи парка подтверждал невозможность восстановительных работ из-за плачевного состояния имущества и необходимости полной реконструкции.

Аттракцион «Северное сияние» восстановить невозможно, «Солнышко» восстановлению не подлежит, «Сюрприз» и «Орбита» технически неисправны. Котлы разморожены, восстановлению не подлежат… У ряда аттракционов похищены ценные детали. Отсутствует бильярд, исчезли аккордеон «Серенада», магнитофон «Ростов», пишущая машинка и многое другое…— Из газеты «Нижегородская правда» от 12.03.1994
В начале 1990-х годов были обновлены аттракционы и благоустроена территория.

## Флора парка
Сосны, дубы, орех маньчжурский, бархат амурский, каштан, дуб красный, лиственница, берёза, осина. Возраст деревьев — до 150 лет.
На склоне урочища Слуда господствуют высоковозрастные липняки. Вместе с липой в древостое растут вяз гладкий, клён платановидный, берёза и дуб. Высота вековых деревьев — 20—25 метров, диаметр стволов — 40—50 см. Встречаются участки полуторавековой лещиново-снытевой дубравы, где в древостое доминирует дуб, а в подлеске — лещина. Вместе с лещиной растут жимолость лесная, бересклет бородавчатый, калина, шиповник. В липняках и дубравах местами встречаются огромные ясени высотой до 30 метров. Под пологом леса в древостое преобладает сныть, встречается медуница неясная, пролесник многолетний, ясменник пахучий, копытень европейский и другие растения дубрав.
В Международную красную книгу занесены произрастающие на Слуде орхидея, венерин башмачок настоящий и лунник многолетний.

## Учреждения
- В 1997 году на территории парка открылся зоопарк «Швейцария», переименованный позднее в «Мишутку». Открытие было приурочено ко дню города[9]. Зоопарк был расположен на ост. «Медицинский институт». Среди питомцев — олени, рыси, волки, верблюд, тигры, еноты и другие, а также хищные и домашние птицы. В 2018 году зоопарк был закрыт, так как деятельность зоопарков была исключена из устава организации, управляющей парком. Зоозащитники выступали против перевозки животных из «Мишутки»[10], однако к осени 2020 года зоопарк был ликвидирован окончательно, а все животные переданы в другие зоопарки.
- Аттракционы на ост. «Медицинский институт» (в том числе 40-метровое колесо обозрения), ост. «ул. Сурикова», ост. «ул. Батумская» (карусель и автодром). В конце 2019 года, по требованию мэрии Нижнего Новгорода, колесо обозрения было демонтировано; обоснованием послужило то, что аттракцион не вписывается в концепцию обновления парка «Швейцария»[11][12]. В течение весны и начала лета 2020 года демонтированы и увезены все остальные аттракционы.

## Особенности парка

### Урочище Слуда
Урочище Слуда — сохранившийся участок широколиственного леса на территории парка Швейцария, который в прошлом покрывал плато вдоль нагорного коренного берега Оки. Этот массив леса играет берегово-укрепительную (противооползневую и противоэрозионную) роль. Занимает территорию от Молитовского до Мызинского моста и Малиновой гряды в пределах Приокского района. Площадь составляет 75 гектаров, из них зелёные насаждения составляют 63 гектара.
В пределах этого памятника запрещается строительство зданий, продажа и распашка земель, разведение костров, использование территории под сады и огороды и захламление её бытовыми и прочими отходами, а также проезд и стоянка транспортных средств, за исключением проезда по дорогам с твёрдым покрытием транспорта, обслуживающего данную территорию, и транспортных средств экстренных служб.

### Архитектурное оформление
Кованая решётка вдоль проспекта Гагарина, поставленная ещё в 1962 году по проекту архитектора В. Рыманенко, с монументальными входами в парк в стиле русского классицизма (архитектор В. В. Воронков), придаёт парку соответствующий колорит и эстетику. Парадные входы в парк оформлены барельефами с венками Славы. К настоящему времени сохранился барельеф с последним советским наименованием парка.

## Реконструкция парка в 2020—2021 годах
Конкурс на подрядные работы был объявлен 15 мая 2020 года. Летом 2020 года была начата масштабная реконструкция парка, и он закрылся для посетителей. 
Эти работы вызвали общественный резонанс. Активисты попечительского совета парка «Швейцария» заявляли о своём несогласии с проектом благоустройства парка, который нес риски утраты плодородного слоя грунта и вырубки зелёных насаждений. Каждый вторник, начиная с 21 июля 2020 года, вдоль ограды парка выстраивалась «живая цепь» из противников проекта реконструкции. Также активисты были обеспокоены судьбой животных, находившихся в зоопарке «Мишутка». Активным участником «живой цепи» была нижегородская журналистка Ирина Славина, совершившая самоубийство 2 октября 2020 года.
С августа 2020 года все этапы благоустройства парка «Швейцария» взяты под контроль региональным отделением «Всероссийского общества охраны природы» (ВООП), которое объединило экспертов-ландшафтников, озеленителей и Общественным советом по комплексному благоустройству и развитию парка при главе города Нижнего Новгорода. В него вошли как чиновники, депутаты, так и сотрудники вузов, экологи и активисты.
Работы по реконструкции парка были завершены в 2021 году к 800-летнему юбилею города.

## Галерея
- Центральный вход в парк, 2022 год
- Вход в парк на остановке «Электрон»
- Парапланеристы над Окой у одной из смотровых площадок в парке
- Вид с откоса на реку Оку и заречную часть города
- Вид на заречную часть города из парка
- Павильон «Планетарий»
- Дорожка в парке
- Фонтан в северной части парка
- Травяная фигура в северной части парка
- Зима в парке, спуск на лыжах
- Вид на Горьковский автозавод. Июль 2014